# Església de Santa Maria de Xaló
L'església de Santa Maria és el temple parroquial de Xaló, i està situada entre la Plaça Major, el carrer del seu mateix nom -on té la porta principal- i el carrer d'Alacant.

## Història

### Precedents
L'antiga mesquita fou habilitada com a temple catòlic el 1522. L'edifici té capacitat suficient per acollir tota la població de Xaló (160 persones).
L'any 1758 les dimensions del recinte ja no poden albergar una població que s'ha multiplicat per set en el transcurs de cent trenta-sis anys (1200 habitants). El temple, a més, amenaça ruïna.
A partir de l'any 1760, un tal estat de coses serà constant motiu de preocupació per als successius rectors de Xaló, que de manera unànime consideraran necessària la construcció d'un nou temple.

### Etapa de construcció
L'any 1800 el rector Bisbal viatja a València i sol·licita de l'arquebisbe l'aprovació per a la construcció de la nova església. S'encarreguen els plànols a la Reial Acadèmia de Sant Carles. El Governador eclesiàstic canònic Josep Roa concedeix el permís per a l'edificació i l'arquitecte Francesc Pechuán (mort el 1819) dissenya els plànols. Es posa el primer fonament de l'edifici el dia 8 de setembre (festa de la Nativitat de la Mare de Déu, a qui s'atorga la titularitat de la parròquia).
Entre el període comprés entre els anys 1801 i 1815 les obres de construcció avancen molt lentament. Els esforços dels veïns són desviats cap a unes altres tasques: demolició de la casa-abadia, construcció d'una nova i trasllat del cementeri, perquè per la seua ubicació annexa a l'antic temple feia impossible un eixamplament. Una altra de les causes de la paralització de les obres fou la guerra contra la dominació napoleònica. Les tropes enemigues saquegen Xaló en dos ocasions al llarg de l'any 1813.
El 1814 mor la Duquessa d'Almodóvar i Baronessa de Xaló i Llíber, tot deixant quantioses ajudes monetàries. L'any següent es reprén la construcció amb el nomenament d'una Junta d'Obres, presidida pel rector Alemany, el qual ha estat capaç d'il·lusionar i encoratjar a tots els veïns de Xaló amb la lectura del primer capítol de la profecia d'Ageu: "...Així diu el Senyor dels exèrcits: Fixeu-vos en la vostra situació; pugeu a la muntanya, porteu fusta, bastiu el temple; jo ho acceptaré i hi mostraré la meua glòria..."
A partir de 1819 es van fent els altars a través de convenis entre mestres d'obra i persones o famílies devotes.
Finalment el 17 d'octubre de 1830 és beneït el nou temple.

## Descripció

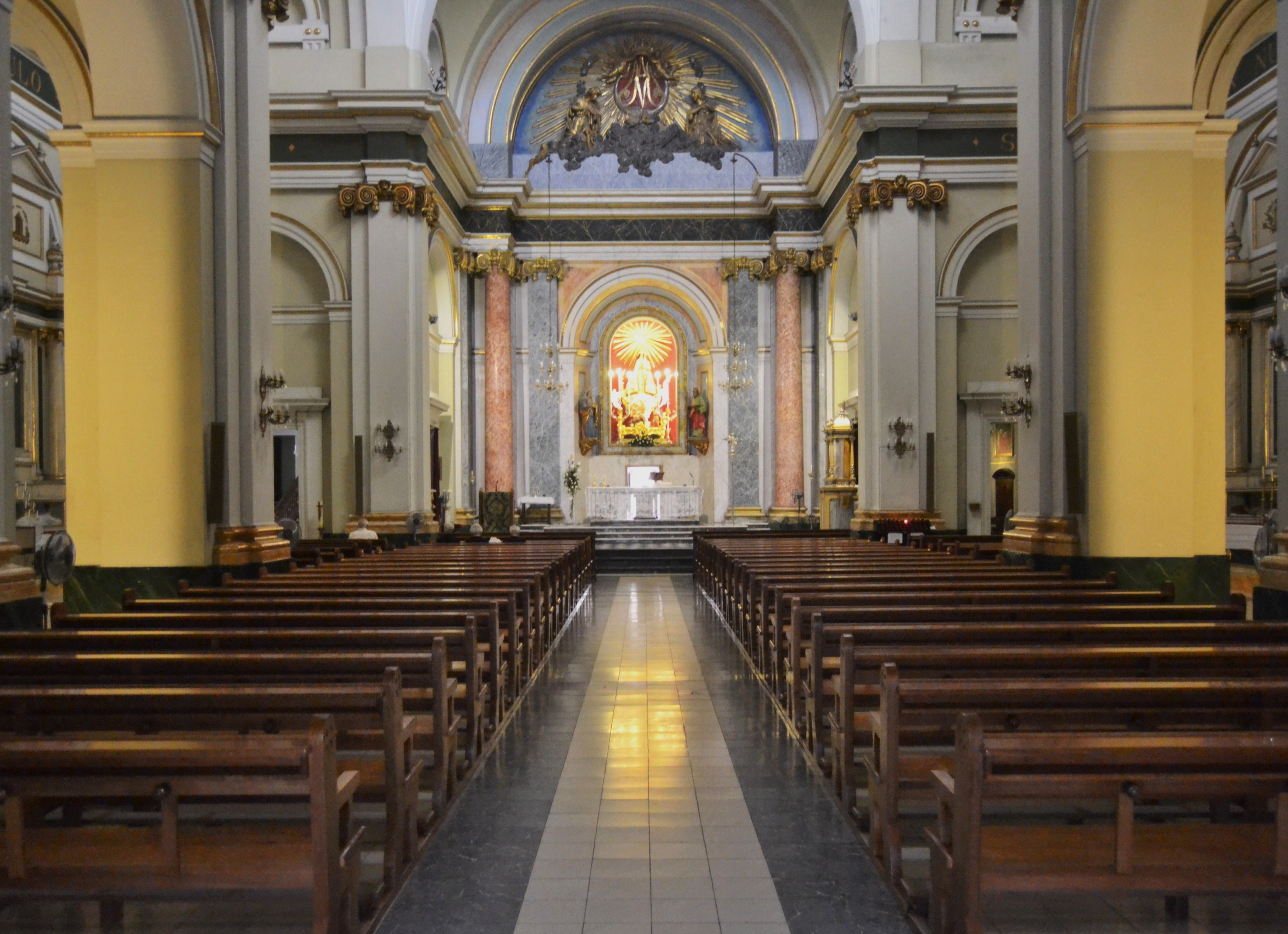
Interior de l'església de santa Maria de Xaló.

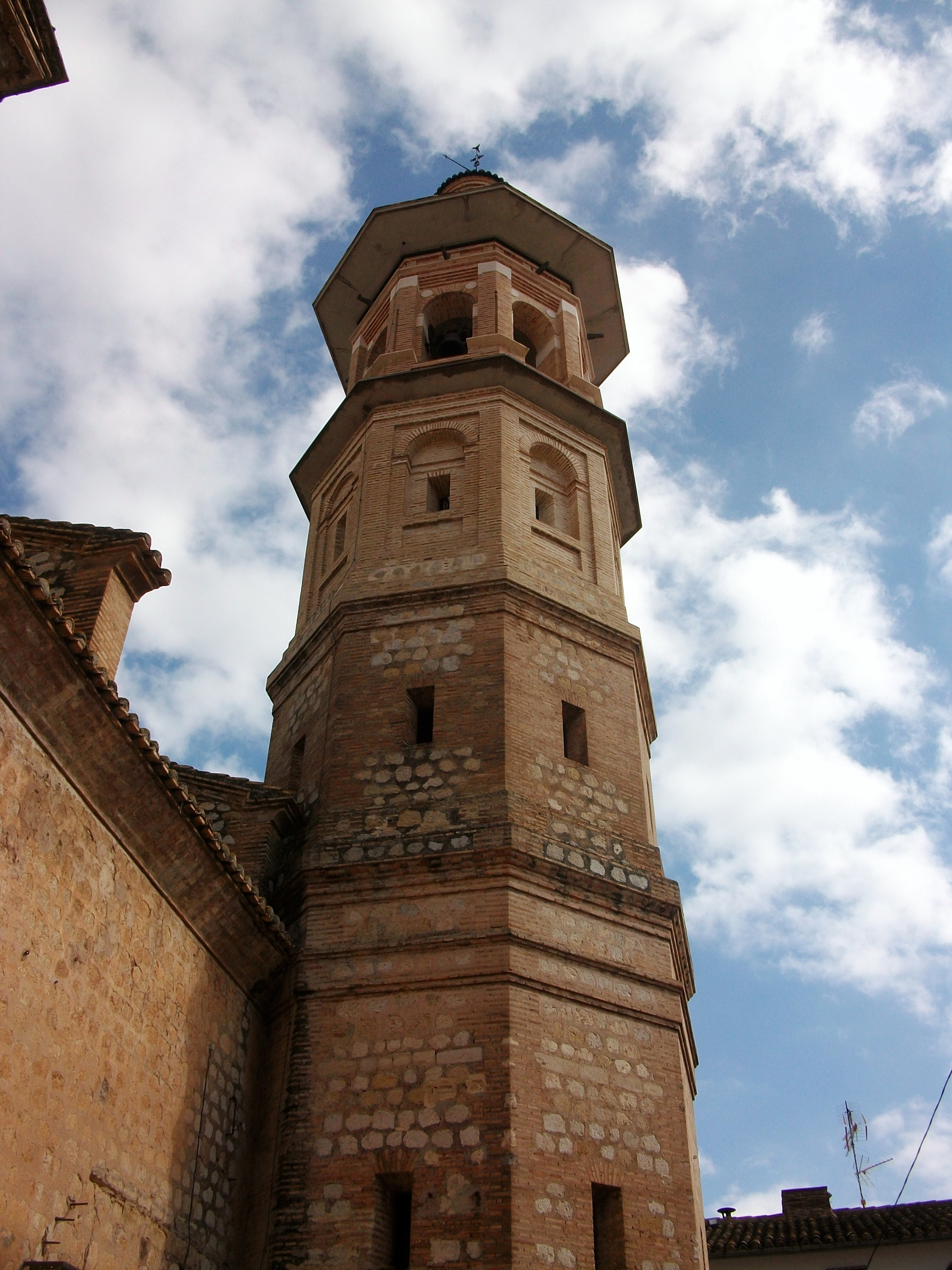
Campanar

L'església de Santa Maria de Xaló segueix la tipologia tradicional de creu llatina en planta, amb cúpula de teules vidriades blaves sobre tambor i tres naus dividides en tres trams. A banda i banda del presbiteri està la sagristia (al costat de l'Evangeli) i la capella de la Comunió (al costat de l'Epístola) -si bé aquesta disposició estava invertida en el projecte inicial-. El tram situat als peus es concep com un vestíbul separat de la nau, disposant, per damunt d'aquest, un cor elevat.
La nau principal i el creuer s'articulen mitjançant pilastres d'ordre jònic, capitells de volutes angulars i rivets; tot coronat amb un entaulament a manera de fris. La nau principal es cobreix amb volta de canó, amb llunetes de buits semicirculars i amb les arcades sense cap tipus d'ornamentació que els articule. En l'organització de la capçalera i de l'altar major l'autor utilitza una nova forma d'articular la superfície del front del presbiteri en adoptar una transformació del motiu d'arc sobre columnes, quasi sense llinda.
La façana comprén dos cossos no relacionats en altura, a la manera d'arc triomfal. El cos principal està dividit en tres carrers, dels quals, el central està lleugerament ressaltat i compta amb parelles de grans pilastres dòriques. El campanar és de planta octogonal, amb una disposició independent de la façana. Sobre l'entrada principal pot llegir-se la següent inscripció:
| « | A EXPENSAS DE LA TESTAMENTARIA DE LA EXMA SEÑORA D. JOSEFA DOMINGA CATALA DE VALERIOLA; LUXAN E HIJAR, DUQUESA DE ALMODÓVAR, GRANDE DE ESPAÑA, BARONESA DE XALON Y LLIBER, QUE MURIO EN 6 DE FEBRERO DE 1.814 Y A SU NOMBRE DE LA MISMA SUS ALBACEAS TESTAMENTARIOS SE HIZO ESTA YGLESIA, AYUDANDO LOS VECINOS DE ESTE PUEBLO Y SE CONCLUYO EN 30 DE JULIO DE 1831. | » |

A l'altar major es venera la patrona del poble, la Mare de Déu Pobra. L'escultura es degué realitzar entre els segles XIII-XVI.